# Lista de igrejas de Roma
Há mais de 900 igrejas em Roma, incluindo algumas das mais notáveis do mundo. A maioria, mas não todas, é católica romana.
As primeiras igrejas de Roma se originaram a partir dos locais onde os primeiros cristãos se encontravam, que podem ser divididos em três categorias: (i) as residências de cidadãos romanos que recebiam os cristãos, conhecidas também como "oratoria" ou "oracula"; (ii) os diaconatos, locais onde ocorriam as distribuições de esmolas ou de comida aos pobres e controladas por um diácono. Os grandes diaconatos tinham mais de um diácono e um deles era eleito como arquidiácono; (iii) e outras casas que eram também títulos (em latim: titulus), conhecidas como igrejas domésticas (em latim: domus ecclesia).

## Igrejas titulares (tituli)
Nos primeiros anos do cristianismo, apenas as igrejas titulares (em latim: titulus) podiam distribuir os sacramentos e o padre mais importante de um título era chamado de "cardeal". O papa Marcelo I, no início do século IV, confirmou que os títulos eram os únicos centros administrativos da Igreja. Em 499 d.C., um sínodo realizado pelo papa Símaco listou todos os presbíteros presentes e também os títulos que existiam na época:
1. Titulus Aemilianae (Santi Quattro Coronati)
2. Titulus Anastasiae (Sant'Anastasia al Palatino)
3. Titulus SS Apostolorum (Santi Apostoli)
4. Titulus Byzantis ou Vizantis (desconhecida, provavelmente a mesma do Titulus Pammachii)
5. Titulus S Caeciliae (Santa Cecilia in Trastevere)
6. Titulus Clementis (San Clemente)
7. Titulus Crescentianae (San Sisto Vecchio)
8. Titulus Crysogoni (San Crisogono)
9. Titulus Cyriaci (desconhecida; teorias incluem Santa Maria Antiqua e Santa Maria in Domnica; Titulus Romani seria a outra)
10. Titulus Damasi (San Lorenzo in Damaso)
11. Titulus Equitii (San Martino ai Monti)
12. Titulus Eusebi (Sant'Eusebio)
13. Titulus Fasciolae (Santi Nereo e Achilleo)
14. Titulus Gaii (Santa Susanna)
15. Titulus Iulii (Santa Maria in Trastevere, idêntico ao Titulus Callixti)
16. Titulus Lucinae (San Lorenzo in Lucina)
17. Titulus Marcelli (San Marcello al Corso)
18. Titulus Marci (San Marco)
19. Titulus Matthaei (na Via Merulana, destruída em 1810)
20. Titulus Nicomedis (na Via Nomentana, destruída)
21. Titulus Pammachii (Santi Giovanni e Paolo)
22. Titulus Praxedis (Santa Prassede)
23. Titulus Priscae (Santa Prisca)
24. Titulus Pudentis (Santa Pudenziana)
25. Titulus Romani (desconhecida; teorias incluem Santa Maria Antiqua ou Santa Maria in Domnica; Titulus Cyriaci seria a outra)
26. Titulus S Sabinae (Santa Sabina)
27. Titulus Tigridae (desconhecida, talvez Santa Balbina)
28. Titulus Vestinae (San Vitale)

Entre estas estão as mais antigas igrejas de Roma.

## Sete igrejas de peregrinação de Roma
Sabe-se que, em 336, o papa Júlio I determinou em 28 o número de cardeais-presbíteros para que, para cada dia da semana, um diferente cardeal pudesse rezar a missa em uma das quatro basílicas maiores de Roma (São Pedro — e a Antiga Basílica de São Pedro, que ela substituiu —, São Paulo Extramuros, Santa Maria Maior e São João de Latrão). As quatro não teriam um cardeal protetor, pois estavam sob o comando direto do papa, sendo que São João de Latrão seria (e ainda é) a catedral de Roma e sé episcopal do bispo de Roma (o papa). Tradicionalmente, espera-se que um peregrino viajando a Roma visite as quatro basílicas maiores e mais três outras basílicas importantes, São Lourenço Extramuros, Santa Croce in Gerusalemme e São Sebastião Extramuros, as chamadas "Sete igrejas peregrinas de Roma". No Grande Jubileu de 2000, a sétima igreja foi o Santuario della Madonna del Divino Amore, substituindo a Basílica de São Sebastião Extramuros, por determinação do papa João Paulo II.

## Igrejas
Esta é uma lista de igrejas de Roma citadas na Wikipédia ou com arquivos relacionados no Wikimedia Commons. Elas estão agrupadas de acordo com a data de sua construção original: as datas são as do primeiro registro de cada igreja. Não se deve esperar, contudo, que a imagem atual da igreja reflita a época original, pois ao longo dos séculos a maioria foi muito reformada. Apenas umas poucas mantém seu aspecto original. Em itálico estão as quatro basílicas maiores.

### século IV
- San Martino ai Monti (século IV)
- San Marcello al Corso (309)
- Santi Quattro Coronati (314)

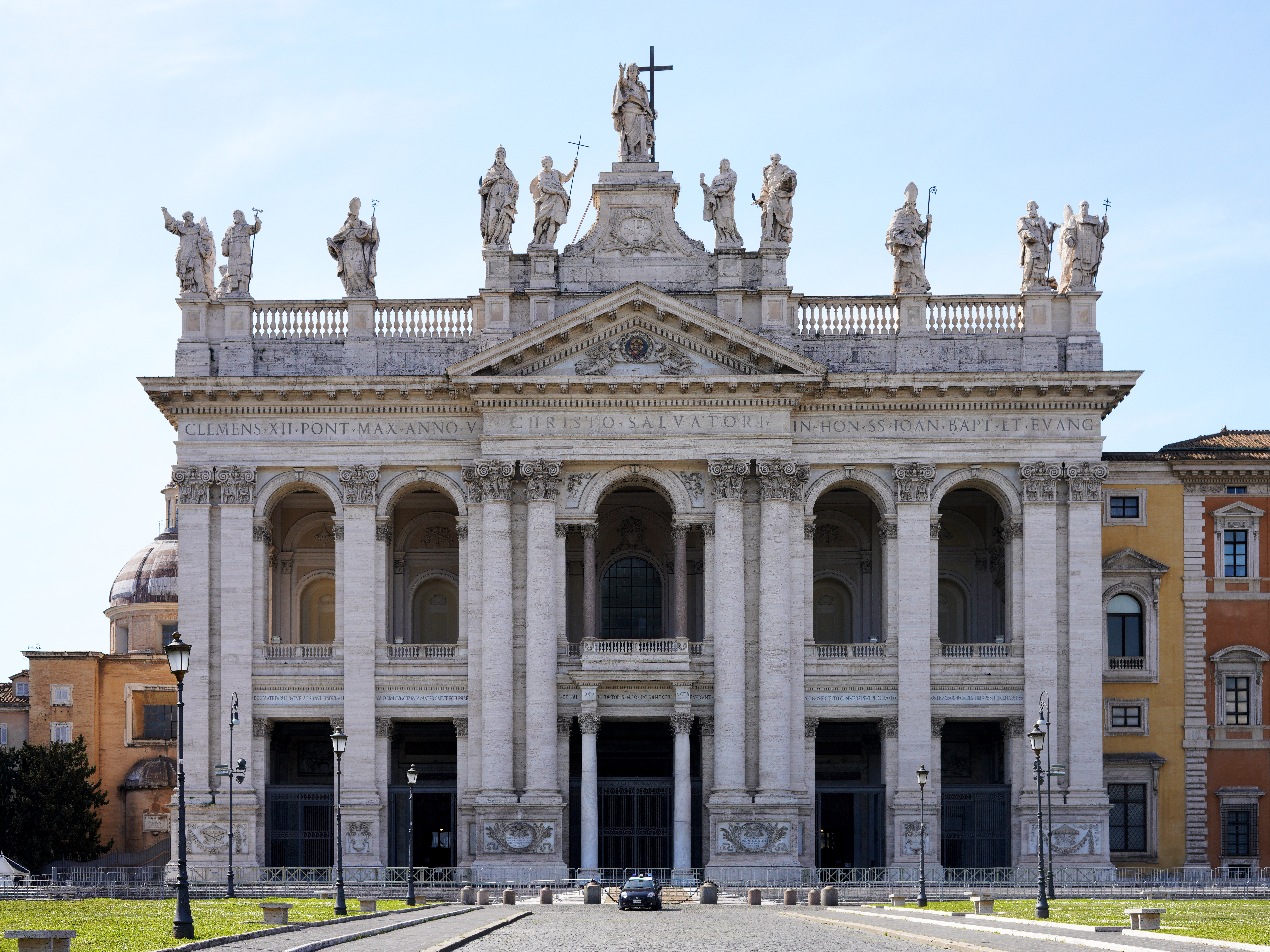
San Giovanni in Laterano.

- Basílica de San Giovanni in Laterano (324)
- Santa Croce in Gerusalemme (325)
- Igreja de Santa Susana nas Termas de Diocleciano (330)
- San Marco Evangelista al Campidoglio (336)
- Santa Anastasia (início do século IV)
- Santa Costanza (início do século IV)
- Basílica de Santa Maria em Trastevere (início do século IV)
- Santi Nereo e Achilleo (prévia a 377)
- San Lorenzo in Damaso (380)
- Basílica de São Paulo fora dos Muros (386)
- Antiga Basílica de São Pedro (séc IV; destruída)
- Santi Giovanni e Paolo (398)
- San Sisto Vecchio (finais do século IV)
- Basílica de São Clemente (século IV)
- Santi Marcellino e Pietro (século IV)
- Santa Pudenziana (século IV)
- San Sebastiano fuori le mura (século IV)
- Basílica de São Vital (400)
- Santi Bonifacio e Alessio (século IV)

### Século V
- Basílica de Santa Sabina (432)

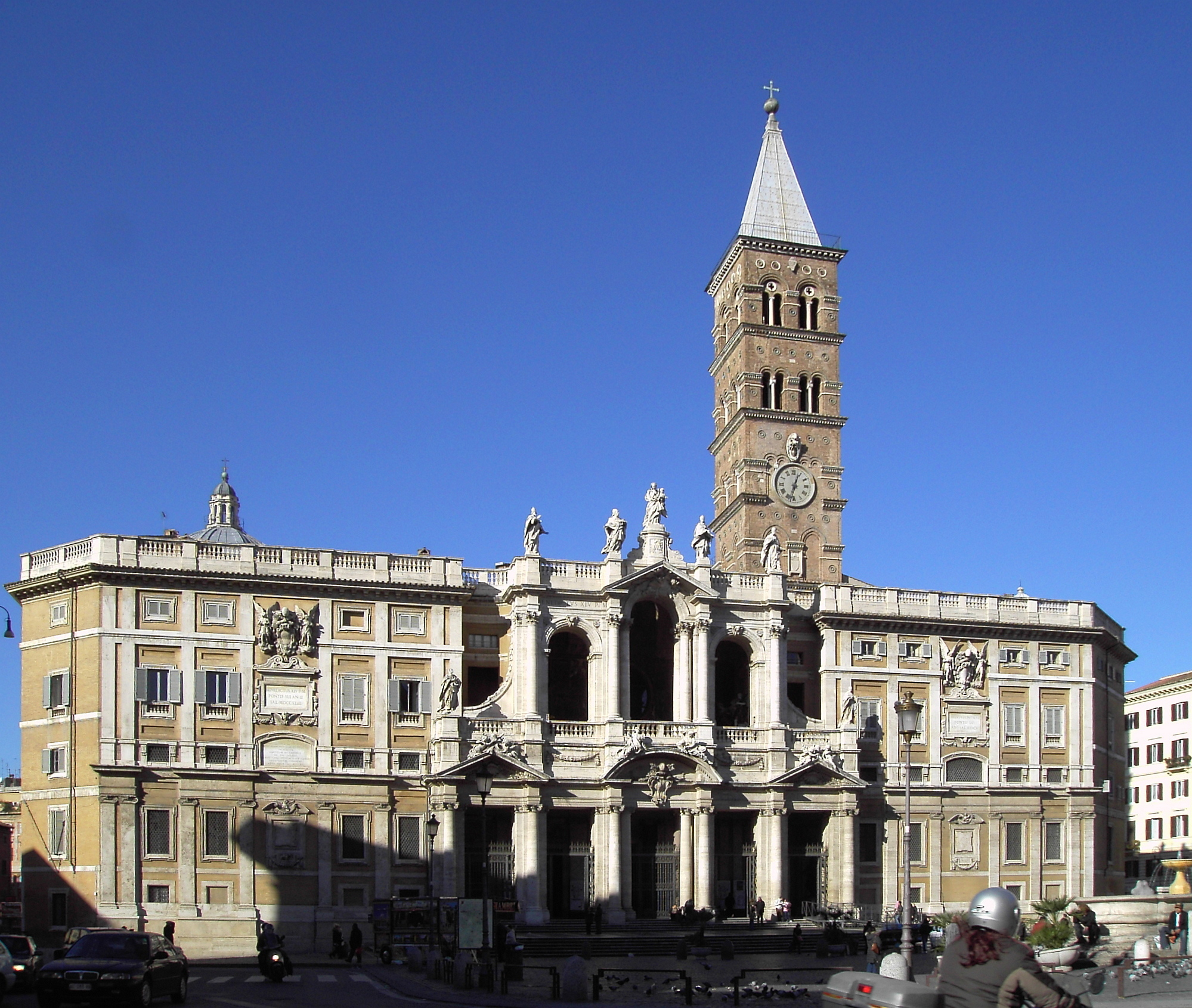
Santa Maria Maggiore.

- San Lorenzo in Lucina (década de 430)
- Santa Maria Maggiore (década de 430)
- Santo Estêvão Redondo (460)
- Sant'Agata dei Goti (década de 460)
- Sant'Eusebio (prévia a 474)
- Igreja de Santa Bibiana (476)
- San Giovanni a Porta Latina (finais do século V)
- Santa Cecilia in Trastevere
- San Crisogono
- San Giovanni in Oleo
- Santa Maria Antiqua
- Santa Maria in Via Lata
- San Paolo alle Tre Fontane
- San Pietro in Vincoli
- Santa Prisca

### Século VI
- Santi Cosma e Damiano (527)
- Santa Lucia in Selci (início do século VI)
- Basílica de São Pancrácio (San Pancrazio) (início do século VI)
- Basílica dos Doze Santos Apóstolos (Santi Apostoli) (573)
- Basílica de São Lourenço Fora de Muros (San Lorenzo fuori le Mura) (década de 580)
- Basílica de Santa Balbina (595)
- Santa Maria in Aracoeli (século VI)
- Santa Maria in Cosmedin (século VI)
- San Nicola in Carcere
- San Teodoro (século VI)

### Século VII

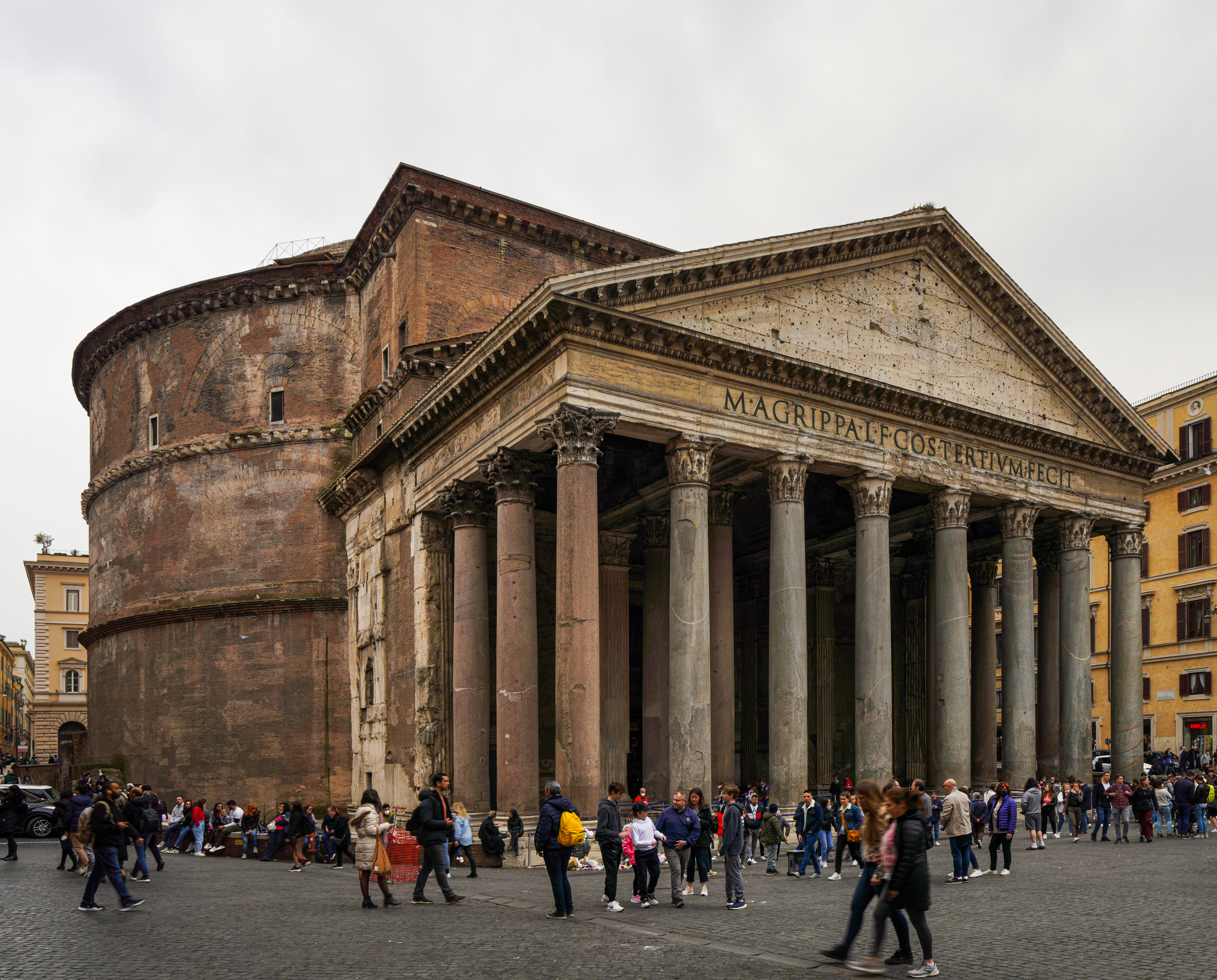
O Panteão, que sobreviveu quase intacto por ter sido convertido na igreja Santa Maria ad Martyres

- Sant'Agnese fuori le mura (meados do século VII)
- Sant'Apollinare alle Terme
- São Jorge em Velabro
- San Lorenzo in Miranda (do século XI, mas que possivelmente remonta ao século VII)
- Santi Luca e Martina
- Santa Maria in Domnica
- Santa Maria ad Martyres (Panteão)

### Século VIII
- Santa Prassede (800)
- Sant'Eustachio
- Santo Ângelo em Pescheria
- San Silvestro in Capite

### Século IX
- San Lorenzo in Panisperna (finais do século IX)
- Santo Stefano degli Ungheresi (destruída)
- Santa Passera
- Santa Francesca Romana
- Santi Celso e Giuliano

### Século X
- Santa Maria in Via
- San Saba
- San Sebastiano al Palatino
- San Bartolomeo all'isola
- Santi Domenico e Sisto

### Século XI
- San Silvestro al Quirinale (anterior a  1039)
- Santa Maria del Popolo (1099)
- San Lorenzo in Miranda (do século XI, mas que possivelmente remonta ao século VII)

### Século XII
- San Benedetto in Piscinula
- Sant'Andrea delle Fratte
- Santa Maria della Pietà
- Santi Michele e Magno
- San Salvatore in Lauro
- San Salvatore alle Coppelle
- Santo Spirito in Sassia
- San Gregorio Magno al Celio

### Século XIII
- San Francesco a Ripa
- Santa Maria sopra Minerva

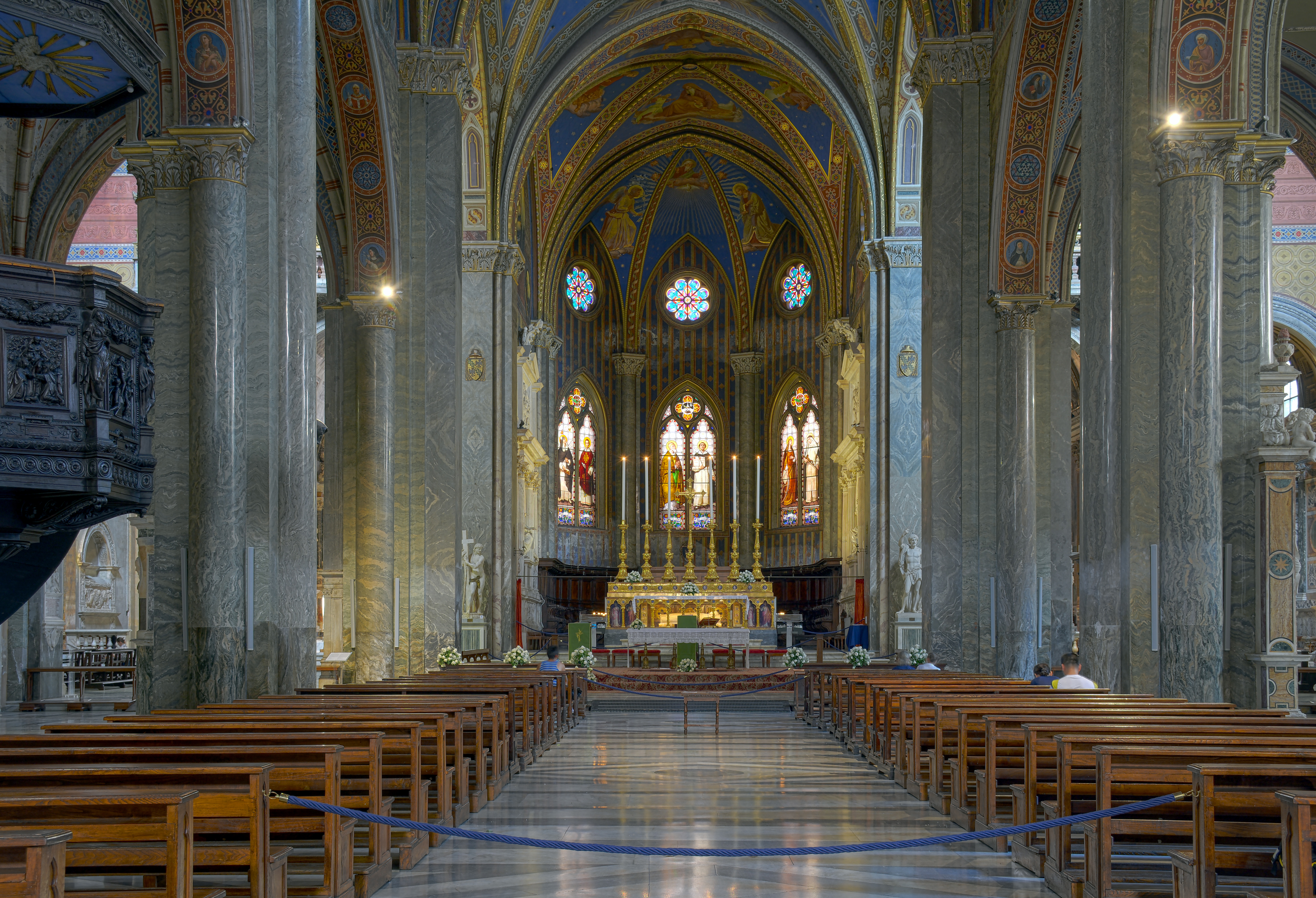
Santa Maria sopra Minerva.

- Santissime Stimmate di San Francesco

### Século XIV
- Santa Barbara dei Librai (1306)
- Santa Maria dell'Anima

### Século XV
- San Gregorio della Divina Pietà
- Sant'Onofrio al Gianicolo
- Nostra Signora del Sacro Cuore
- Santa Maria della Pace
- Sant'Agostino
- San Pietro in Montorio

### Século XVI
- Santa Maria della Consolazione
- Santa Maria di Loreto
- Sant'Andrea in Via Flaminia
- Santa Maria ai Monti
- Santa Maria degli Angeli e dei Martiri
- Santa Maria dell'Orto
- Santa Maria in Traspontina
- Santa Maria Portae Paradisi
- Santa Caterina dei Funari
- Santa Caterina a Magnanapoli
- Santa Maria in Vallicella
- Il Gesù
- San Giacomo in Augusta
- Trinità dei Monti
- San Luigi dei Francesi
- Sant'Andrea degli Scozzesi
- Santa Maria Odigitria
- Santa Maria dei Miracoli
- Santa Maria in Montesanto
- Santissima Trinità dei Pellegrini
- San Bernardo alle Terme (1598)

### Século XVII
- Santo Stefano del Cacco
- Santa Maria della Scala
- Santa Maria della Vittoria
- Basílica de São Pedro
- Santi Ambrogio e Carlo
- San Bonaventura al Palatino
- Sant'Ignazio
- Sant'Egidio

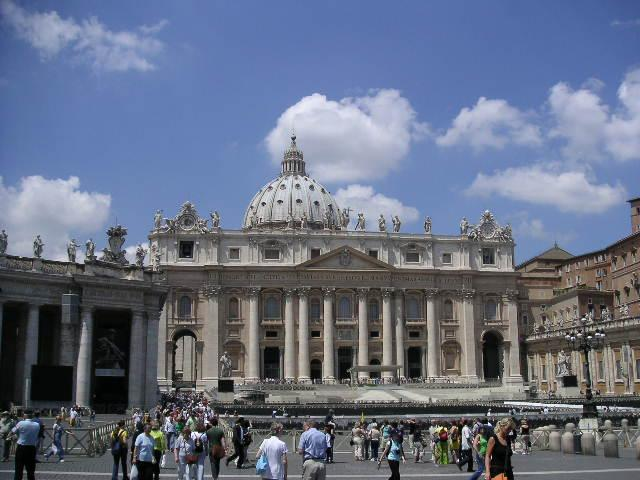
Basílica de São Pedro.

- Santa Maria della Concezione dei Cappuccini
- San Nicola dei Lorenesi
- Domine Quo Vadis
- San Carlo ai Catinari
- Sant'Antonio dei Portoghesi
- San Giovanni Calibita
- San Carlo alle Quattro Fontane
- Sant'Andrea della Valle
- Santi Vincenzo e Anastasio a Trevi
- Sant'Agnese in Agone
- Santa Maria in Campitelli
- Sant'Ivo alla Sapienza
- San Giuseppe dei Falegnami
- Gesù e Maria
- Santa Maria in Montesanto
- Sant'Andrea al Quirinale
- San Michele a Ripa
- Santa Maria Maddalena

### Século XVIII
- Santi Claudio e Andrea dei Borgognoni
- San Giovanni dei Fiorentini
- Santissimo Nome di Maria al Foro Traiano

### Século XIX
- Sant'Alfonso di Liguori all'Esquilino
- St Andrew's Church
- Sant'Anselmo all'Aventino

### Século XX
- Christuskirche
- Sacro Cuore di Cristo Re
- Gran Madre di Dio
- Sant'Eugenio
- Ss. Pietro e Paolo a Via Ostiense
- Santa Maria Addolorata a piazza Buenos Aires
- San Gregorio VII
- Santissimo Nome di Maria in Via Latina

### Século XXI
- Dio Padre Misericordioso (2003)